# Psittacosaurus neimongoliensis
Psittacosaurus neimongoliensis (gr. "lagarto con pico de loro de Mongolia Interior") es una especie del género extinto Psittacosaurus  es un género de dinosaurios ceratopsianos psitacosáuridos, que vivió a mediados del período Cretácico, hace aproximadamente 113 a 110 millones de años, desde el Aptiense hasta el Albiense, en lo que hoy es Asia. Psittacosaurus neimongoliensis es una especie descrita por Dale Russell y Zhao Xijin en 1996. Fue nombrada P. neimongoliensis debido al nombre en chino mandarín para Mongolia Interior. Está basada en un esqueleto fósil casi completo, incluyendo la mayoría del cráneo, hallado en la Formación de Eijnhoro, la cual data de comienzos del Cretácico junto con otros siete individuos.
El hueso frontal del P. neimongoliensis es distintivamente estrecho comparado al de otras especies, resultando totalmente en un cráneo más estrecho. El isquion de la pelvis es también más largo que el fémur, el cual se diferencia de otras especies en las cuales estos huesos se conocen. El espécimen tipo tiene una longitud del cráneo de 13.2 cm y una longitud femoral de 13 cm, pero no es completamente adulto. Un adulto P. neimongoliensis fue probablemente más pequeño que uno P. mongoliensis, con un cráneo y cola proporcionalmente más largos.